# Libythea antipoda
Libythea antipoda är en fjärilsart som beskrevs av Felder 1865. Libythea antipoda ingår i släktet Libythea och familjen praktfjärilar. Inga underarter finns listade i Catalogue of Life.